# Ильмово (Ленинградская область)
Ильмово — деревня в Нежновском сельском поселении Кингисеппского района Ленинградской области.

## История
Упоминается как деревня Ilmoleua by в Каргальском погосте (западной половине) в шведских «Писцовых книгах Ижорской земли» 1618—1623 годов.
На карте Ингерманландии А. И. Бергенгейма, составленной по шведским материалам 1676 года, обозначена как деревня Ilmowa.
На шведской «Генеральной карте провинции Ингерманландии» 1704 года — как Ilemva.
Как деревня Иалова она упоминается на «Географическом чертеже Ижорской земли» Адриана Шонбека 1705 года.
Как Илмова она обозначена на карте Ингерманландии А. Ростовцева 1727 года.
Деревня Илкова упоминается на карте Санкт-Петербургской губернии Я. Ф. Шмидта 1770 года.
На карте Санкт-Петербургской губернии Ф. Ф. Шуберта 1834 года обозначена деревня Ильмова, состоящая из 21 крестьянского двора.

ИЛЬМОВО — деревня принадлежит наследникам господ Жуковых, число жителей по ревизии: 70 м. п., 75 ж. п. (1838 год)

В пояснительном тексте к этнографической карте Санкт-Петербургской губернии П. И. Кёппена 1849 года она записана как деревня Ilmola (Ильмово) и указано количество её жителей на 1848 год: ижоры — 81 м. п., 90 ж. п., всего 171 человек, которые относились к православному Копорскому Преображенскому приходу.
На карте профессора С. С. Куторги 1852 года упомянута деревня Ильмова из 21 двора.

ИЛЬМОВО — деревня наследников лейтенанта Жукова, 10 вёрст по почтовой, а остальное по просёлкам, число дворов — 25, число душ — 77 м. п. (1856 год)

ИЛЬМОВО — деревня, число жителей по X-ой ревизии 1857 года: 76 м. п., 71 ж. п., всего 147 чел.

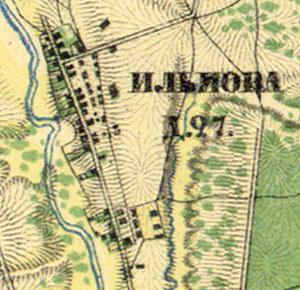
Деревня Ильмово на карте 1860 года

Согласно «Топографической карте частей Санкт-Петербургской и Выборгской губерний» в 1860 году деревня называлась Ильмова и состояла из 27 крестьянских дворов.

ИЛЬМОВО — деревня владельческая при реке Систе, число дворов — 28, число жителей: 79 м. п., 76 ж. п. (1862 год)

В 1869 году временнообязанные крестьяне деревни выкупили свои земельные наделы у К. Е. Фоосс и С. К. Фрезе и стали собственниками земли.

ИЛЬМОВО — деревня, по земской переписи 1882 года: семей — 30, в них 91 м. п., 96 ж. п., всего 187 чел.

ИЛЬМОВО — деревня, число хозяйств по земской переписи 1899 года — 33, число жителей: 68 м. п., 99 ж. п., всего 167 чел.;
 разряд крестьян: бывшие владельческие; народность: русская — 1 чел., финская — 166 чел.

В конце XIX — начале XX века деревня административно относилась к Стремленской волости 2-го стана Ямбургского уезда Санкт-Петербургской губернии. Согласно церковно-приходским данным население деревни было смешанным — водско-русским.
По данным «Памятной книжки Санкт-Петербургской губернии» за 1905 год смежно с деревней Ильмово находилась деревня Малое Ильмово.
С 1917 по 1924 год в состав Копанецкого сельсовета Котельской волости Кингисеппского уезда входили деревни Большое Ильмово и Малое Ильмово.
С 1925 года в составе Райковского сельсовета.
Согласно данным переписи населения СССР 1926 года в деревне Ильмово Большое проживали 157 человек, большинство русские и ижоры, а также цыгане; в деревне Ильмово Малое — 25 человек, все ижоры.
С 1927 года в составе Котельского района.
В 1928 году население деревни Ильмово составляло 157 человек.
С 1931 года в составе Кингисеппского района.
По данным 1933 года деревня Ильмово входила в состав Райковского сельсовета Кингисеппского района.

План деревни Ильмово. 1938 год

Согласно топографической карте 1938 года деревня насчитывала 38 дворов, на северной окраине деревни находилась школа.
1 января 1940 года деревня Малое Ильмово была присоединена к деревням Копаницы и Холодные Ручьи.
C 1 августа 1941 года по 31 января 1944 года деревня находилась в оккупации.
С 1954 года в составе Павловского сельсовета.
С 1958 года в составе Нежновского сельсовета. В 1958 году население деревни Ильмово составляло 106 человек.
По данным 1966, 1973 и 1990 годов деревня Ильмово также входила в состав Нежновского сельсовета Кингисеппского района.
В 1997 году в деревне Ильмово проживал 21 человек, в 2002 году — 22 человека (русские — 95 %), в 2007 году — 12.

## География
Деревня расположена в северо-восточной части района к западу от автодороги 41К-110 (Котлы — Урмизно).
Расстояние до административного центра поселения — 3 км.
Расстояние до ближайшей железнодорожной станции Котлы — 14 км.
Деревня находится на правом берегу реки Систа.

## Демография
| 1862 | 2007 | 2010 | 2017 |
| ---- | ---- | ---- | ---- |
| 155  | ↘12  | ↗13  | ↘7   |

### Национальный состав
Согласно данным Всероссийской переписи населения 2021 года в деревне проживали 42 человека, все русские.

## Фото

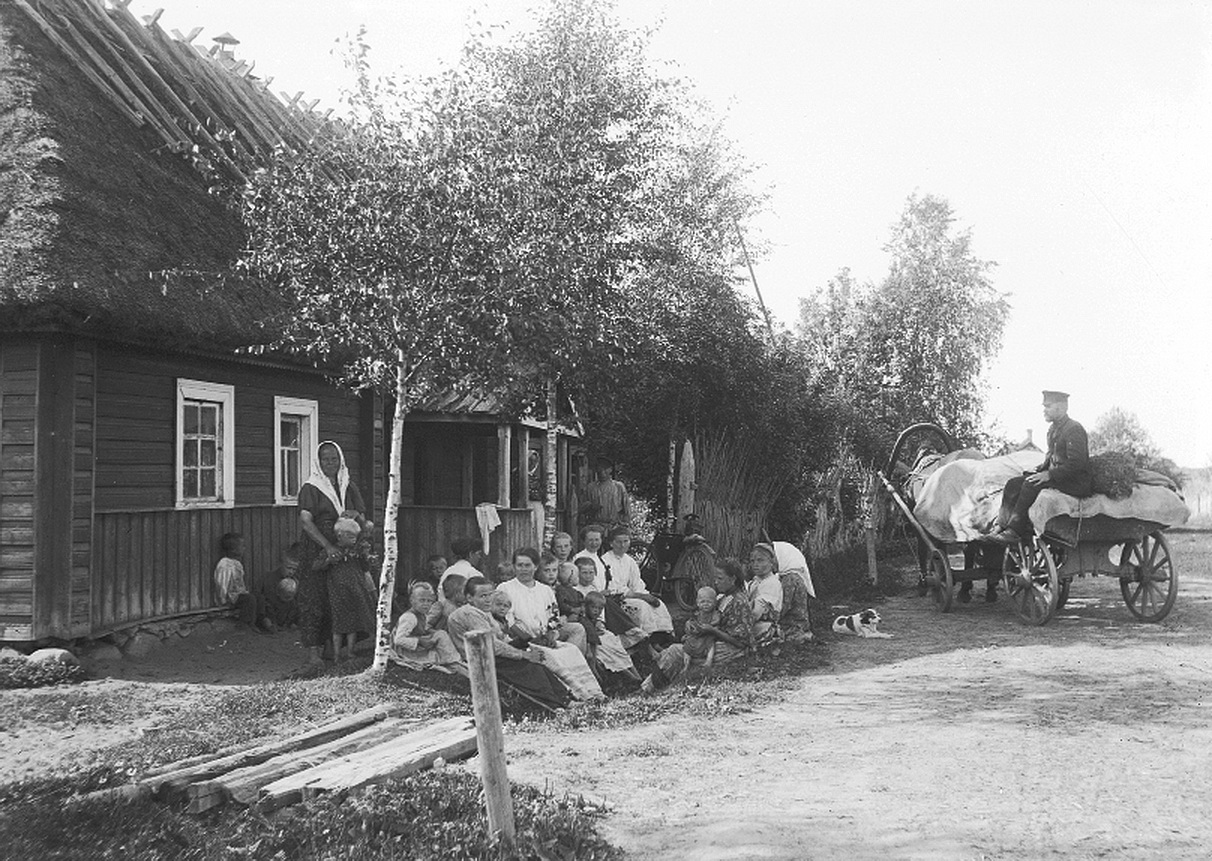
Деревня Ильмово. 1911 год